# Bank de Kremer
Bank de Kremer is een divisie van Bank J. Van Breda en Co en vormt samen met Delen Private Bank de financiële tak van de beursgenoteerde groep Ackermans & van Haaren. Deze private bank begeleidt klanten bij de opbouw, het beheer en de bescherming van hun vermogen. De hoofdzetel is net zoals Bank J.Van Breda & C° ondergebracht te Antwerpen in het daartoe gerenoveerde Goederenstation Zuid aan de Ledeganckkaai.

## Geschiedenis
In 2011 werd ABK bank (Antwerps Beroepskrediet) overgenomen door Bank J. Van Breda en Co na een maandenlange overnamestrijd met de Franse financiële groep Crédit Mutuel Nord Europe (CMNE) die de voorgaande jaren het gros van de diverse lokale kassen van het Beroepskrediet opkocht en samenbracht onder de koepel van BKCP Bank. De focus van de bank werd verlegd naar vermogensbegeleiding voor particulieren. 
In juni 2018 werd ABK bank omgedoopt tot Bank de Kremer, naar Gerard De Kremer, de oorspronkelijke naam van de befaamde 16e-eeuwse cartograaf Gerard Mercator..